# Завальнюк В'ячеслав Вікторович
В'ячесла́в Ві́кторович Завальню́к (9 грудня 1990 — 27 жовтня 2014) — солдат Збройних сил України.

## Бойовий шлях
Водій, 128-ма окрема гірсько-піхотна бригада.
27 жовтня 2014-го загинув близько 23:00 від кулі снайпера біля Станиці Луганської під час розвантаження машини.
Без В'ячеслава лишились батьки, брат Олег й сестра та наречена.
Похований у селі Ріпинці 31 жовтня 2014-го.

## Нагороди
За особисту мужність і героїзм, виявлені у захисті державного суверенітету та територіальної цілісності України, вірність військовій присязі під час російсько-української війни, відзначений — нагороджений
- орденом «За мужність» III ступеня (посмертно)